# Île Forsyth
L'île Forsyth, en maori Te Paruparu, est une île des Marlborough Sounds, située dans les « outer sounds ». Il s'agit de la plus grande île privée des Marlborough Sounds et la troisième plus vaste de la zone. 

## Situation
L'île Forsyth est située dans la partie extérieure des Marlborough Sounds, dite « outer sounds ». Elle prolonge la rive gauche de la baie Anakoha, dont elle n'est séparée que par un étroit passage, nommé Allen Strait. La rive sud de l'entrée de la baie de Pelorus est située dans le prolongement de la côte septentrionale de l'île.

## Topographie et géologie
L'île mesure 706,88 hectares, soit un peu plus de sept kilomètres carrés, ce qui en fait la troisième plus vaste île, après l'île d'Urville et l'île Arapaoa. Son point culminant, non nommé, est situé dans la partie méridionale de l'île et culmine à 356 mètres d'altitude. La forme ramifiée de l'île fait qu'aucun point n'en est situé à plus de huit cents mètres de la mer,.
L'île est principalement formée de grauwacke et d'argilite.

## Faune et flore
Le kiwi est traditionnellement implanté sur l'île

## Histoire, propriété et activités humaines
Durant le XXe siècle, une partie de l'île est déboisée et mise en pâture pour les troupeaux de moutons. À partir des années 1990, la forêt reprend peu à peu du terrain, en accord avec la politique néo-zélandaise de reboisement des pentes des Marlborough Sounds.
L'île Forsyth présente la caractéristique d'être propriété privée. Après la mort de son propriétaire au début du XXIe siècle, elle est achetée en 2005 par l'homme d'affaires allemand Farhad Vladi (de), qui se spécialise dans l'achat d'îles ; il loue l'île, sur laquelle deux maisons sont bâties, à des fins touristiques,.

La côte occidentale de l'île
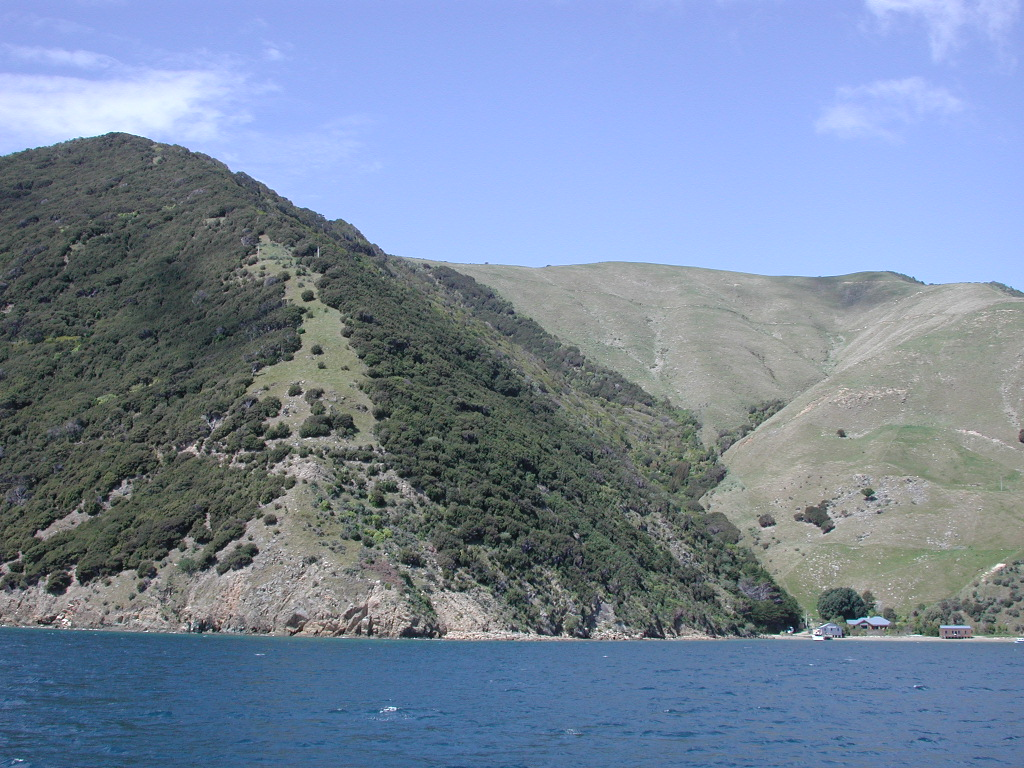
Les pentes occidentales de l'île.
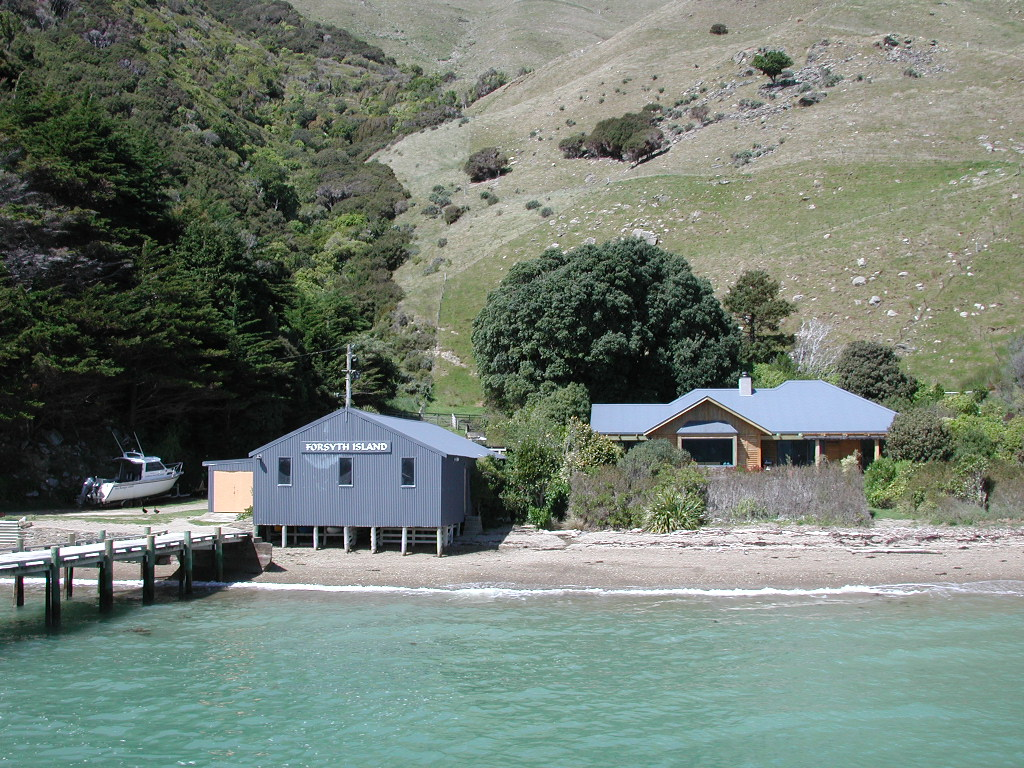
Le ponton d'accès à l'île, dans Sunday Bay, sur la côte occidentale.

La côte occidentale de l'île, et en particulier la vaste baie Orchard, compte de nombreuses fermes conchylicoles.